# ぜんぶ! プッチモニ
『ぜんぶ! プッチモニ』は、プッチモニのベスト・アルバム。2002年8月21日発売。発売元はzetima。

## 解説
第1期プッチモニと第2期プッチモニの全シングル表題曲・カップリングをまとめたベスト・アルバム。
「ザ★プチモビクス」とは、TBS系朝の情報番組「エクスプレス」で、プッチモニの3人が、月曜日から金曜日までの5日間、曜日ごとのテレビ体操を披露していたコーナー（2001年4月～2001年8月）であり、そのワークアウト・ソングを新しくメドレーに編集されたものが本作に収録されている。
三方背BOXパッケージ仕様。

## 収録曲
1. ちょこっとLOVE　作詞・作曲：つんく　編曲：松原憲
2. 青春時代1.2.3!　作詞・作曲：つんく　編曲：前嶋康昭
3. バイセコー大成功!　作詞・作曲：つんく　編曲：小西貴雄
4. BABY! 恋にKNOCK OUT!　作詞・作曲：つんく　編曲：小西貴雄
5. ぴったりしたいX'mas!　作詞・作曲：つんく　編曲：酒井ミキオ
6. 負けない 負けたくない　作詞・作曲：つんく　編曲：小西貴雄　※新曲
7. DREAM&KISS　作詞・作曲：つんく　編曲：小西貴雄
8. ワルツ!アヒルが3羽　作詞・作曲：つんく　編曲：高橋諭一
9. 夢の「つ・づ・き」　作詞・作曲：つんく　編曲：高橋諭一
10. ザ★プチモビクス（メドレー Version）　作詞・作曲：つんく　編曲：小西貴雄
11. ザ★プチモビクス2（メドレー Version）　作詞・作曲：つんく　編曲：小西貴雄

tr.1, 7：市井紗耶香・保田圭・後藤真希

tr.2, 3, 4, 5, 6, 8, 9, 10, 11：保田圭・後藤真希・吉澤ひとみ

## 参加ミュージシャン
シングル収録曲はそれぞれの項目参照
- 負けない 負けたくない
  - Keyboards & Programming：小西貴雄
  - Manipulator：勝浦剛
  - Guitar：朝井泰生
  - Chorus & Voice：プッチモニ & つんく♂
- ザ★プチモビクス（メドレー Version）
  - Keyboards & Programming：小西貴雄
  - Manipulator：勝浦剛
- ザ★プチモビクス2（メドレー Version）
  - Keyboards & Programming：小西貴雄
  - Manipulator：勝浦剛
  - MC Voice：つんく♂